# Ernst Söllinger
Ernst Söllinger (* 5. Juni 1896 in München; † 6. Januar 1985 in Darmstadt) war ein deutscher Leichtathlet, Sportlehrer und -funktionär.

## Leben
Ernst Söllinger war der Sohn des Münchner Lithographen Johann Söllinger. Von 1902 bis 1910 besuchte Ernst Söllinger die Werktagsschule in München. Danach begann er eine vierjährige Lehre zum Lithographen und arbeitete nach dem Abschluss beim Landesvermessungsamt München. Im Oktober 1915 wurde er Soldat im Bayerischen Infanterie-Leibregiment in München. Am 1. Oktober 1917 wurde er durch eine Mine an der italienischen Front in den Dolomiten schwer verletzt und verlor das linke Auge. Es folgten mehrere Lazarettaufenthalte in Trient, Innsbruck und München.
Sein Interesse galt neben dem Wettkampfsport vor allem der Kunst. Er nahm 1918/19 Malunterricht in München u. a. bei Fritz Muth und bei Professor Mollier. Zudem war er als Modell für Sportplastiketten und -graphiken begehrt.
Sportliche Erfolge hatte er u. a. im Weitsprung und im Kugelstoßen. 1919 erzielte er den deutschen Rekord im Weitsprung. 1921 wurde Söllinger in Hamburg Deutscher Meister im Weitsprung. 
Er absolvierte 1921/22 eine Ausbildung bei der Deutschen Hochschule für Leibesübungen in Berlin. Zum Studium wurde er durch eine Ausnahmegenehmigung zugelassen. Der formelle Abschluss des Studiums erfolgte im März 1923 mit einer Arbeit über Die Bedeutung des Hochschulsports. Bereits am 1. April 1922 wurde er von Waldemar Petersen als erster hauptamtlicher Sportlehrer der Technischen Hochschule Darmstadt eingestellt.
Söllinger setzte sich in Darmstadt für die Ausweitung des Turn- und Sportangebots an der Hochschule ein. Hintergrund waren die Festlegungen in den Göttinger (1920) und Erlanger Beschlüssen (1921) der organisierten Deutschen Studentenschaft, wonach Sport als Pflichtfach für alle Studenten festgelegt wurde. 
Söllinger führte erstmals 1923 einen Skikurs für Studierende der TH in Hirschegg im Kleinwalsertal durch. Auf seine Anregung hin baute die Hochschule unter der Obhut von Otto Berndt 1928/29 ein Skifreizeitheim auf einer Bergkuppe bei Hirschegg. Bei seiner Einweihung im Dezember 1929 erhielt es den Namen Waldemar-Petersen-Haus, da Petersen neben Otto Berndt den Bau mit finanziellen Zuwendungen unterstützte. 
Söllinger setzte sich in Darmstadt für die sukzessive Erweiterung des Hochschulstadions der TH Darmstadt ein. Ab 1927 wurde daraufhin das Hochschulbad im Internationalen Stil nach Plänen des Architekten Karl Roth errichtet sowie das Hauptfeld ausgebaut und eine Sitztribüne errichtet. Die Einweihung des Hochschulbades erfolgte am 16. Juni 1928.
Das erweiterte Stadion, ergänzt um ein Marathontor, wurde bei den 4. Internationalen Studentenmeisterschaften im August 1930 eingeweiht. An diesem Sportereignis nahmen über 1000 Studenten aus 33 Ländern teil. Aufgrund der sehr guten Organisation dieser Meisterschaften verlieh ihm der hessische Staatspräsident Bernhard Adelung mit Schreiben vom 10. August 1930 die Amtsbezeichnung „Direktor“.
1931 wurde Söllinger zum Direktor des neu errichteten Instituts für Leibesübungen an der TH berufen. Als Direktor des Instituts begrüßte er die obligatorische Teilnahme der Hochschulangehörigen am Hochschulsport und bekundete in verschiedenen Veröffentlichungen immer wieder seine Zustimmung zu den NS-Auffassungen über Leibes- und Wehrertüchtigung. Bereits ab 1932 wurde das Hochschulstadion um Einrichtungen für den Wehrsport (z. B. Schießstand) ergänzt. Söllinger schrieb hierzu: „Der soldatische Geist der Disziplin, der Unterordnung und des kameradschaftlichen Freundschaftsgefühls soll und muß mit der Zeit allen Studenten zur selbstverständlichen Lebensgewohnheit werden.“
In der NS-Zeit wurde Söllinger mit wichtigen Funktionen und Ämtern betraut. 1933 trat Söllinger der SA bei und war auch deren Sportreferent. Zwischen 1934 und 1936 trainierte er als Reichstrainer die deutsche Ski-Nationalmannschaft u. a. im Waldemar-Petersen-Haus im Kleinen Walsertal. 1936 wurde er Referent für Leibesübungen bei der hessischen Landesregierung. Am 1. Mai 1937 wurde er zudem Mitglied der NSDAP. Von April 1941 bis 1943 war er auch Direktor des Instituts für Leibesübungen der Universität Frankfurt.
Im Zweiten Weltkrieg wurde Söllinger als unabkömmlich eingestuft. Er erreichte, dass im Juli 1941 die Reichswettkämpfe der Studentinnen im Kriege im Darmstädter Hochschulstadion stattfanden. Diese Reichswettkämpfe wurden vom Reichsstudentenführer Gustav Adolf Scheel in Kooperation mit dem Institut für Leibesübungen der TH durchgeführt. Gauleiter Sprenger begrüßte die Teilnehmerinnen mit den Worten: „Das nationalsozialistische Großdeutschland braucht eine harte, gestählte Jugend. Nur sie bietet die Gewähr für den ewigen Bestand des Reiches. Die Reichswettkämpfe der Studentinnen dienen diesem hohen Ziel.“
Auf Initiative von Söllinger und mit Unterstützung verschiedener Darmstädter Firmen wurden 1938 die Säulen des ehemaligen Löwentores zur Ausstellung auf der Mathildenhöhe im Jahr 1914 für das Eingangstor des Hochschulstadions verwendet. Auf der Südseite wurde der Schriftzug „Der Wille zur Leistung führt zur Leistung“ angebracht.
Söllinger hielt die weitgehende Zerstörung Darmstadts am 11. September 1944 durch zahlreiche Fotografien fest. Die meisten Motive sind dabei die zerstörten Gebäude der TH. Im Auftrag von Rektor Kurt Klöppel überwachte Söllinger den Einsatz von Kriegsgefangenen bei den Aufräumarbeiten an der TH.
Söllinger soll als Bataillonsführer am Ende des Zweiten Weltkrieges den Einsatz des Volkssturms gegen die einmarschierenden US-Soldaten mit unterbunden und so weiteres Blutvergießen verhindert haben.
Ernst Söllinger wurde wegen seiner Aktivitäten im Dritten Reich von der amerikanischen Militärregierung am 8. Mai 1945 vorläufig und am 24. April 1946 endgültig aus dem Staatsdienst entlassen. Eine spätere Wiedereinstellung erfolgte im Gegensatz zu vielen anderen Fällen nicht mehr. Sein Haus, in unmittelbarer Nähe des Hochschulstadions gelegen, wurde von der Militärregierung beschlagnahmt und erst 1955 wieder zurückgegeben. Im Entnazifizierungsverfahren wurde Söllinger 1947 weitgehend freigesprochen.
Von 1951 bis 1960 war Söllinger als Skilehrer beim Hessischen Skiverband tätig. 1952 erhielt er vom Rektor der TH Darmstadt, Hans Wolfgang Kohlschütter, eine Ehrenkarte für die Benutzung des Hochschulstadions.
Im Alter wurde das Malen zu einer wichtigen Beschäftigung. Er beteiligte sich vor allem als Landschaftsmaler an zahlreichen Ausstellungen der Darmstädter Kunstszene.

## Ehrungen
- 1930: Preismünze in Silber der Stadt Darmstadt
- 1936: Deutsches Olympia-Ehrenzeichen zweiter Klasse
- 1961: Silberne Sportplakette der Stadt Darmstadt